# Eraclide di Taranto

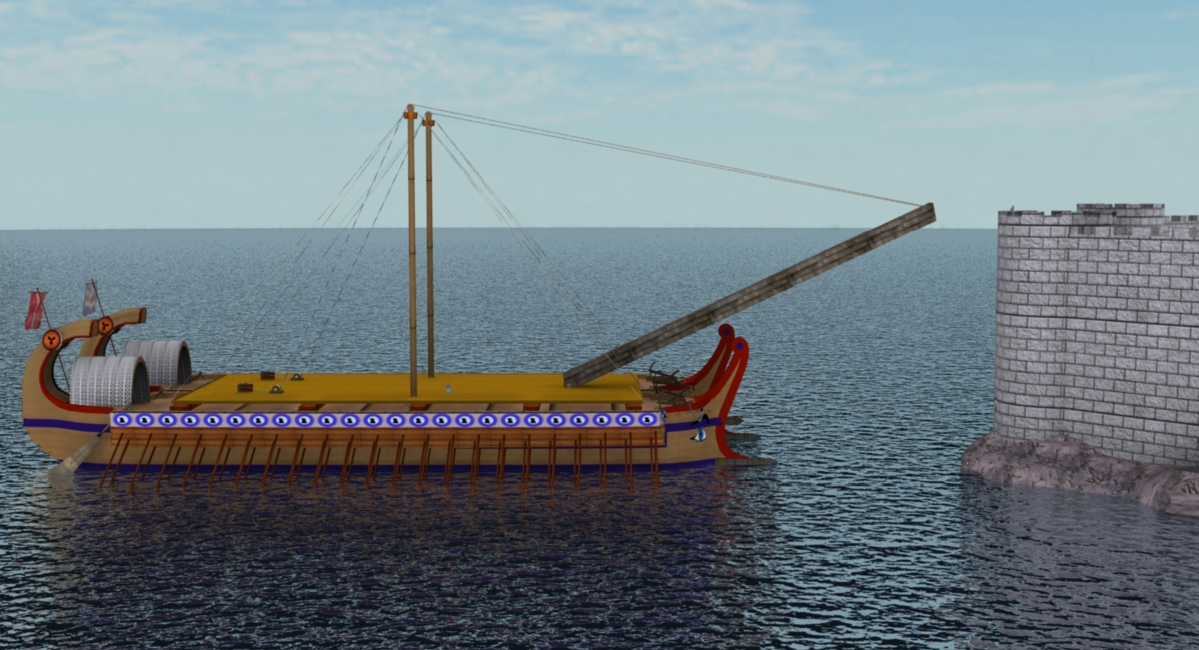
Ricostruzione della Sambuca di Eraclide.

Eraclide di Taranto (Taranto, fine III secolo a.C. – ...) è stato un architetto, militare e scienziato greco antico.

## Biografia
Di lui abbiamo un ritratto impietoso lasciatoci da Polibio, che lo descrive come terribile verso i deboli e adulatore dei potenti. Discendeva da una famiglia povera dedita ad arti manuali e si distinse subito per il suo ingegno.
Si occupò della riparazione delle mura di Taranto sotto Annibale, ma venne accusato di tradimento e si rifugiò nel campo romano; però i romani ben presto si insospettirono, pensando che trattasse segretamente con Annibale e la guarnigione cartaginese, e nel 212 a.C. lo cacciarono.
Dopo questo doppio tradimento, Eraclide lasciò l'Italia e si recò, verso il 204 a.C., alla corte di Filippo V di Macedonia. In questo periodo, riuscì a imbrogliare gli abitanti di Rodi, distruggendo il loro arsenale e bruciando gran parte della flotta; grazie a quest'impresa e alla sua abilità e astuzia riuscì a divenire un fidato consigliere di Filippo, convincendolo a sbarazzarsi di tutti coloro che si opponevano alle sue opinioni, e fece morire cinque dei membri del suo Consiglio di Stato. Ma proprio per queste azioni e per la sua indecisa condotta di guerra contro la flotta dei Romani e dei loro alleati (199-198), Filippo si sbarazzò di Eraclide e lo rinchiuse in carcere; il suo destino finale è sconosciuto.

## Opere
Ad Eraclide, secondo Ateneo di Naucrati, è attribuita l'invenzione di una macchina da guerra, la sambuca, che venne usata da Marco Claudio Marcello nell'assedio di Siracusa.